# Старое Краснополянское шоссе
Федеральная автомобильная дорога A149 «Старое Краснополянское шоссе» — автомобильная дорога федерального значения Адлер — Красная Поляна. Протяжённость автомагистрали — 39 километров.

## Маршрут
Трасса проходит полностью по территории Адлерского района города Сочи Краснодарского края. Имеет более старый участок через сёла Каменка и Галицыно, который входил в состав трассы до постройки Тоннеля Казачий Брод.

## История
Шоссе построено в 1891—1898 по проекту и под руководством горного инженера В. К. Константинова на месте узкой вьючной тропы. Асфальтировано в советское время. Данное утверждение относится к другой автодороге : к так называемой старой(закрытой) дороге. 

## Характеристика трассы
Дорога имеет ширину проезжей части 12 м. Характер покрытия асфальтобетонное. Маршрут дороги проходит в условиях лесистой и горно-лесистой местности. Климат субтропический. Трасса имеет постепенный подъём относительно уровня моря. До 2005 года один из участков дороги имел одностороннее движение и регулировался светофорами.

## Населённые пункты
- Молдовка
- Казачий Брод
- Монастырь
- Кепша
- Красная Поляна

## Тоннели
- Казачий Брод (тоннель)
- Краснополянские тоннели
- Ахцу (тоннель)